# Alexandra (zangeres)
Alexandra, artiestennaam van Doris Nefedov-Treitz (Heydekrug, 19 mei 1942 - Tellingstedt, 31 juli 1969), was een Duits schlagerzangeres.

## Levensloop
Alexandra werd op 19 mei 1942 geboren als Doris Treitz in de, destijds bij Duitsland behorende, stad Heydekrug. In verband met de verdrijving van Duitsers tijdens en na de Tweede Wereldoorlog, vluchtte haar moeder met haar drie dochters naar het westen, naar Kiel. Terwijl haar vader zijn dochters het liefst administratieve banen zag hebben, stimuleerde haar moeder hun artistieke ambities en hun interesse in buitenlandse talen. Op haar zeventiende stopte Treitz met haar middelbareschoolopleiding. Ze verhuisde naar Hamburg om zich daar te laten opleiden tot modeontwerper en actrice. Op haar negentiende deed ze mee aan een schoonheidswedstrijd voor Miss Duitsland. Ze behaalde toen de negende plaats.
Om de huur van haar appartement te kunnen betalen, verhuurde het twintigjarige meisje een kamer aan de dertig jaar oudere Rus Nikolai Nefedov. Nefedov was van plan om te emigreren naar de Verenigde Staten. Het stel werd verliefd en trouwde op 7 december 1962. Treitz raakte zwanger en beviel op 26 juni 1963 van een zoon. Kort hierna gingen Treitz en Nefedov uit elkaar. In 1964 scheidden ze en Nefedov ging alleen naar de Verenigde Staten.
Treitz vond haar wettelijke naam, Doris Nefedov, niet bevorderlijk voor haar carrière en besloot vanaf dat moment de naam Alexandra (het vrouwelijke equivalent van haar zoons naam, Alexander) te gaan gebruiken. Hans Rudolf Beierlein, de manager van Udo Jürgens, werd haar manager, vriend en partner.
In 1967 kwam haar eerste single uit, "Zigeunerjunge". Verschillende andere singles volgden, zoals "Schwarze Balalaika" en "Mein Freund, der Baum". De meeste nummers werden geen hit. Treitz werd gedwongen om een nummer op te nemen dat niet door haarzelf geschreven was, "Sehnsucht". Ze bezwoer dat ze het nooit meer zou zingen, maar in tegenstelling tot alle andere nummers werd dit wel een hit.
Treitz zong voor haar internationale carrière in verschillende talen. Naast het Duits zong ze ook in het Frans, Engels, Russisch en Hebreeuws. In 1968 trad ze op in Rio de Janeiro, waar ze haar nieuwe vriend ontmoette. Ze ontving in de lente van 1969 een Europese prijs als beste nieuwkomer. In datzelfde jaar ontmoette ze weer een andere man, Pierre Lafaire, met wie ze wilde trouwen maar niet lang daarna gingen ze uit elkaar. Treitz verhuisde naar München. Bang geworden door vreemde telefoontjes, ging ze in dezelfde kamer slapen als haar zoon. In haar testament nam ze haar zoon en moeder op.
Treitz kwam op 31 juli 1969 op 27-jarige leeftijd om het leven bij een auto-ongeluk. Ze was samen met haar moeder Wally Treitz en haar zoon van München onderweg naar de opnamestudio in Hamburg. Treitz was op slag dood. Haar moeder overleed later in het ziekenhuis, terwijl haar toen zesjarige zoontje er met lichte verwondingen vanaf kwam. Na de dood van zijn moeder ging hij wonen bij zijn vader, Nikolai Nefedov, in het Amerikaanse Boston.
Treitz werd postuum een legendarische zangeres. De nummers "Zigeunerjunge", "Sehnsucht", "Schwarze Balalaika" en "Mein Freund, der Baum" werden klassiekers. Tevens was ze, in 1978, de eerste Duitse zangeres die postuum een gouden plaat won.

## Discografie (zonder postuum uitgebrachte muziek)

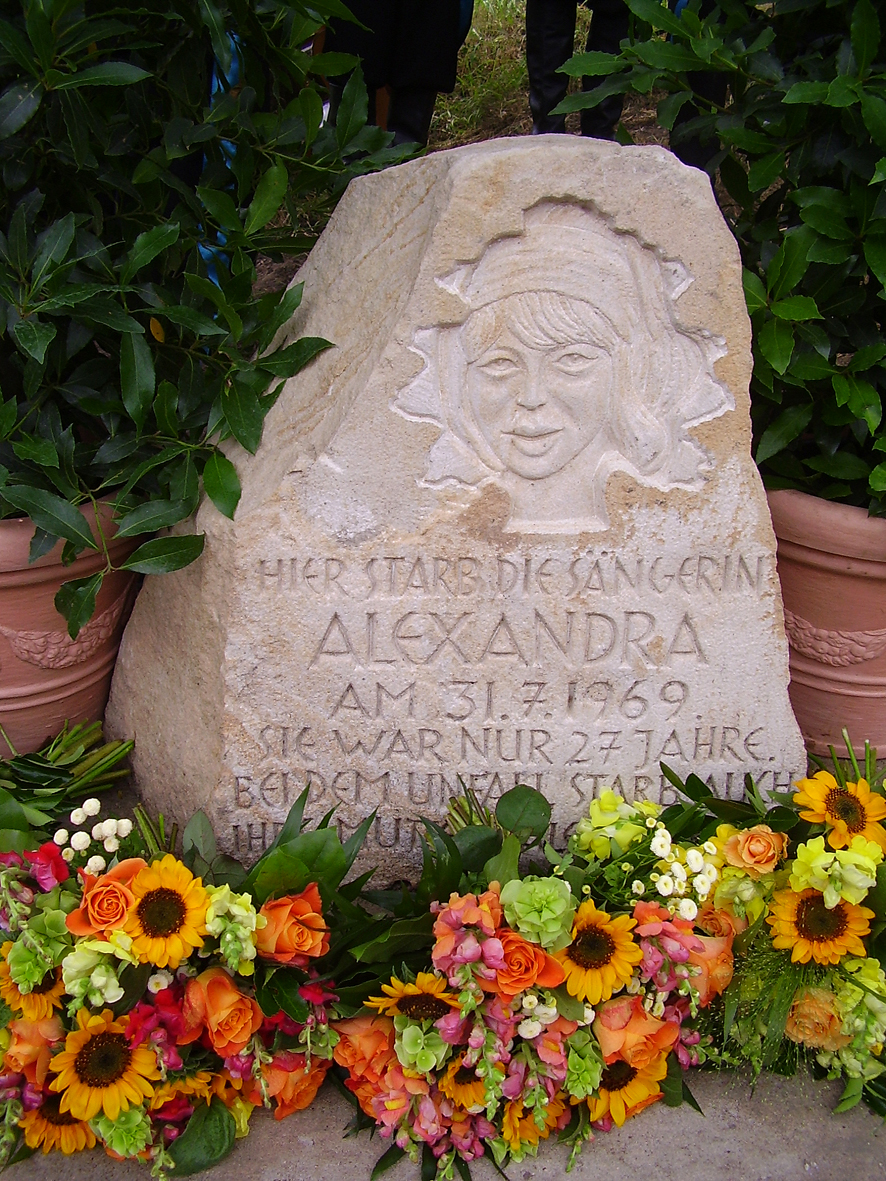
Gedenksteen op de plaats van het ongeluk in het Duitse Tellingstedt.

Grammofoonplaten (het specifieke formaat staat er bij vermeld: single, lp, ep):
- Lp: Premiere mit Alexandra (1967)
- Single: Zigeunerjunge/Aus! (1967)
- Lp: Premiere mit Alexandra (1967, tweede editie met een andere cover)
- Single: Sehnsucht/Was ist das Ziel? (1968)
- Lp: We present: Alexandra - Vicky - Paul Mauriat (1968) (bijzondere uitgave)
- Ep: Tzigane (1968)
- Lp: Alexandra (1968)
- Single: Illusionen/Auf dem Wege nach Odessa (1968)
- Single: Schwarze Balalaika/Walzer des Sommers (1968)
- Single: La taïga/La faute du monde entier (1968/69)
- Lp: Träume...Illusionen... (1969) (bijzondere uitgave)
- Lp: Sehnsucht - Ein Portrait in Musik (1969)
- Single: Erstes Morgenrot/Klingt Musik am Kaukasus (1969)

- Gemeinsame Normdatei: 120026252
- International Standard Name Identifier: 0000 0000 5536 3790
- Library of Congress Control Number: nb2002018135
- MusicBrainz: 8877ea1a-5f59-4e2b-b009-8696ce6917e4
- Nederlandse Thesaurus van Auteursnamen: 073526479
- Système universitaire de documentation: 09018243X
- Virtual International Authority File: 3291484
- WorldCat: E39PBJwMybmBV8KjjQpgyqgYfq